# Mięsień nadgrzebieniowy
Mięsień nadgrzebieniowy (łac. musculus supraspinatus) – w anatomii człowieka trójkątny mięsień rozpostarty między dołem nadgrzebieniowym łopatki do końca bliższego kości ramiennej. Przyczep proksymalny znajduje się w dole nadgrzebieniowym łopatki oraz na powięzi nadgrzebieniowej. Przyczep dystalny w postaci mocnego ścięgna przyczepia się do guzka większego kości ramiennej i do torebki stawowej stawu ramiennego. Mięsień unaczyniony jest przez tętnicę nadłopatkową i tętnicę okalającą łopatkę, a unerwiony przez nerw nadłopatkowy C5-6.
Mięsień nadgrzebieniowy odwodzi ramię oraz napina torebkę stawu ramiennego. Wykonuje dodatkowo niewielką rotację ramienia na zewnątrz.